# 永輝國際
永輝國際有限公司，簡稱永輝國際（英語：WING FAI INTERNATIONAL LIMITED，港交所除牌時1191.HK），在1979年由當時由李永疇創立經營在香港建築公司。
其股份曾在1994年10月26日於香港交易所主板上市。但由於受到香港建築行業競爭，加上由於亞太金融風暴問題，故在1998年7月13日更名中富控股有限公司，以及2007年10月18日被粵首環保控股有限公司換取上市前，當時股東葉光進行收購，轉而房地產、科技等行業。

## 連結
- Yueshou.hk